# Anumaniá
Anumaniá, skupina američkih Indijanaca (možda tupian) koji su u vrijeme portugalske konkviste Brazila živjeli bliže atlantskoj obali, odakle su se pod pritiskom neo-Brazilaca povukli na zapad prema rijeci Xingú. Nastanili su se u kišnoj šumi na obalama jezera Itavununo na desnoj strani rijeke Kuluene (Culuene). Ovdje ih je 1884. posjetio njemački istraživač i antropolog Karl von den Steinen.
Anumaniá ipak nisu preživjeli bolesti koje su sa sobom donesli u ranom 20.-tom stoljeću sakupljači gume, kao i ubilačke napade Trumaí Indijanaca. Trumai su ih destkovali, a nešto preživjelo našlo je sklonište kod Auetö Indijanaca, gdje još možda imaju potomaka.

## Vanjske poveznice
- Los pueblos indios en sus mitos: Xingu